# Delias mira
Delias mira is een vlindersoort uit de familie van de Pieridae (witjes), onderfamilie Pierinae.
Delias mira werd in 1904 beschreven door Rothschild.